# Charlotte Crosby

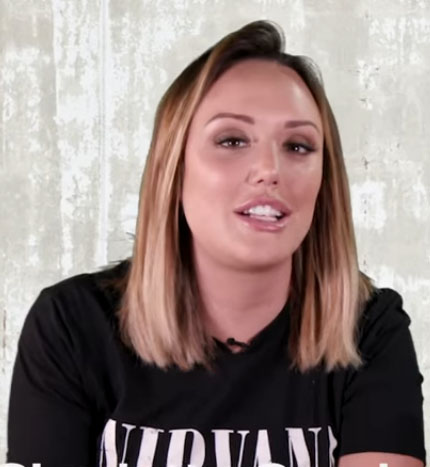
Charlotte Crosby, 2018

Charlotte-Letitia Crosby (* 16. Mai 1990 in Sunderland, Tyne and Wear) ist eine englische Moderatorin. Bekannt ist sie aus dem Reality-TV und insbesondere aus der Fernsehsendung Geordie Shore.

## Karriere
Charlotte Crosby trat erstmals in der britischen Reality-TV Sendung Geordie Shore im Jahre 2011 auf. Dort war sie Mitglied des Casts von Staffel 1 (2011) bis Staffel 12 (2016). Insbesondere lag dabei der Fokus auf ihrer On-/Off-Beziehung mit ihrem Kollegen Gaz Beadle, die im Mai 2016 endete.
2013 nahm sie an Celebrity Big Brother, der britischen Ausgabe von Promi Big Brother, teil und ging als Siegerin der 12. Staffel hervor. Weitere TV-Auftritte folgten, wie beispielsweise Ex on the Beach im Jahr 2015.
Seit Frühling 2017 moderiert sie die Sendung Just Tattoo of Us gemeinsam mit ihrem Freund Stephen Bear. Im Oktober 2017 gaben sie ihre Trennung bekannt. Seit 2018 lebt sie in einer Beziehung mit Josh Ritchie.
2018 bekam Crosby ihre eigene TV-Show The Charlotte Show.

## Fernsehen
- 2011–2016: Geordie Shore
- 2013: Celebrity Big Brother (Siegerin der 12. Staffel)
- 2014: The Charlotte Crosby Experience
- 2015: Ex on the Beach
- seit 2017: Just Tattoo of Us
- 2017: Drunk History UK
- seit 2018: The Charlotte Show